# Гетто за партами

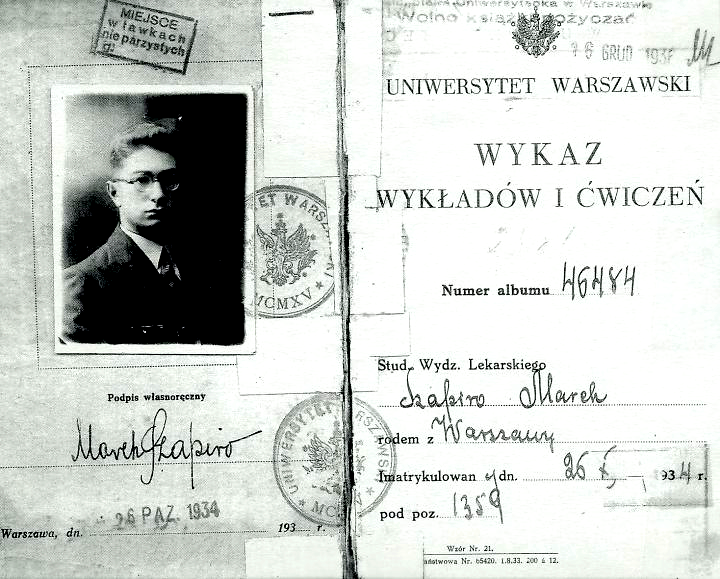
Зачётная книжка еврея-студента Варшавского университета (Марек Шапиро) со штампом его места в аудитории

Ге́тто за па́ртами (пол. getto ławkowe) — место для национальных меньшинств, специально выделенное в учебном классе или учебной аудитории.
Такая форма дискриминации применялась в некоторых польских высших учебных заведениях в отношении евреев и украинцев. Первой его ввела Львовская политехническая школа в 1935 году, а в 1937 году, с согласия министерства образования, другие университеты.
В декабре 1937 года 56 профессоров польских университетов подписали протест против «гетто за партами». Среди них были такие ученые как Тадеуш Котарбинский, Владислав Витвицкий, Юзеф Халасинский, Станислав и Мария Оссовская.